# Geoxus lafkenche
Geoxus lafkenche es una especie integrante del género de roedores cricétidos Geoxus.
Habita en bosques templado-fríos en la isla Guafo, en el sur de Chile, al sudoeste de Sudamérica.

## Taxonomía
Descripción original
Esta especie fue descrita originalmente en el año 2016 por los mastozoólogos Pablo Teta y Guillermo D’Elía, sobre la base de dos especímenes colectados en la isla Guafo.
Localidad tipo
La localidad tipo referida es: “Punta Weather, en las coordenadas: 43°34′S 74°49.5′O / -43.567, -74.8250, isla Guafo, archipiélago de Chiloé, Región de Los Lagos, Chile”.
Holotipo
El ejemplar holotipo designado es el catalogado como: UACH 7339 (número original: GD 1512); se trata de una hembra adulta, de la cual fue conservado el cráneo y el cuerpo en fluido, además de una muestra de tejido en alcohol.
También se depositó en Genbank —como hologenetipo— una secuencia parcial (792 pb) de ADN del gen del citocromo recogida de este espécimen, a la que se le asignó el número de acceso KU904314.
Etimología
Etimológicamente, el término genérico Geoxus se construye con dos palabras del idioma griego, en donde: ge, ges significa 'tierra' y oxys es 'agudo', en referencia al hocico de forma aguda de la especie tipo (Geoxus valdivianus).
El epíteto específico "lafkenche" refiere a una parcialidad del pueblo mapuche del mismo nombre, cuyos integrantes viven a lo largo de la costa del sur de Chile. El vocablo mapuche "ḻafkeṉche'"' está integrado por dos palabras en idioma mapudungún —la lengua hablada por los mapuches—: "ḻafkeṉ", que significa 'mar' y "che" que se traduce como 'gente'. Los descriptores de este ratón seleccionaron dicho nombre para hacer hincapié en la distribución insular oceánica de este roedor, además de rendir un homenaje a los lafquenches.

## Características
Morfología
Respecto a los restantes integrantes del género Geoxus, G. lafkenche es una especie de tamaño intermedio a grande. La longitud de la cabeza más la del cuerpo es de 106 mm mientras que la longitud del cráneo es de  29,5 mm. Se caracteriza por poseer orejas algo pequeñas (12 mm de longitud), cola relativamente larga (66,5 mm de largo) y dientes molares pequeños.
Coloración
Su pelaje es algo denso, de un color general uniformemente marrón oscuro, el cual contraste levemente con el de la región ventral, al ser allí ligeramente más pálido.

## Distribución geográfica, hábitat y relaciones filogenéticas
Geoxus lafkenche se distribuye de manera endémica en la isla Guafo, un territorio insular de 30 000 ha situado en el océano Pacífico, ubicado a unos 39 km al sudoeste de la isla Grande de Chiloé. La isla Guafo pertenece al archipiélago de Chiloé; jurídicamente se encuentra en el sur de Chile, en la comuna de Quellón, Provincia de Chiloé, Región de Los Lagos. La isla está cubierta de bosques húmedos, dominados por especies del género Nothofagus. 
La isla Guafo no fue cubierta por hielo durante el Último Máximo Glacial, ocurrido aproximadamente hace 20 000 años.
La especie más relacionada con Geoxus lafkenche es G. michaelseni, de la cual divergió hace 0,876 Ma (0,525 - 1,321 Ma). Esto es curioso, ya que G. michaelseni se distribuye mucho más al sur —en el sur de la Patagonia—, en cambio la distribución de la menos relacionada Geoxus valdivianus incluye la cercana isla Grande de Chiloé.